# Sybra biangulata
Sybra biangulata là một loài bọ cánh cứng trong họ Cerambycidae.